# 삼단논법
삼단논법(三段論法, syllogism)은 미리 알려진 두 판단에서 그것들과는 다른 하나의 새로운 판단으로 이끄는 추론 방법이다. 2개의 명제를 전제로 결론을 내는 대표적인 간접추론 형식이자 연역추론이다.
| “ | 사람은 다 죽는다. 소크라테스는 사람이다. 그러므로 소크라테스는 죽는다. | ” |

같은 추리가 대표적인 것이다. 결론에서 주어 '인간'을 소개념, 술어 '죽어야만 하는 것'을 대개념이라 하고, 소개념을 포함한 전제를 소전제(小前提), 대개념을 포함한 전제를 대전제(大前提)라 한다. 두 전제에는 대소개념과는 다른 제3의 개념 '동물'이 포함되어 있다. 이는 두 전제를 결부시켜 결론으로 이끌기 위한 매개적 작용을 나타내는 것으로서 매개념(媒槪念)이라고 한다. 일반화하자면, 대전제는 결론의 술어 개념인 대개념을 포함한 전제이고, 소전제는 결론의 주어 개념인 소개념을 포함한 전제이며, 매개념은 두 전제에서만 나타나며 결론에서는 나타나지 않는다. 소개념을 S, 매개념을 M, 대개념을 D로 나타내는 것이 보통이다. 표준형식삼단논법에서는 대전제가 먼저 진술되고 그 다음에 소전제가 진술된다. 그러나 대전제와 소전제는 위치에 따라 정해지는 것이 아니라 대개념과 소개념의 포함 여부로 결정된다.

## 형식
대명제(1),소명제(2),결론(3), 대명사(A), 중명사(B),소명사(C) 에서
1 : A/B
2 : C/B
3 : C/A
를 형식으로 갖는 일반적인 3단논법은 두 전제와 한 결론으로 이루어져야 하지만 이들 중 어떠한 한 명제가 생략될 경우가 있다. 이를 생략3단논법 또는 약식삼단논법이라고 한다. 또한 몇몇 3단논법을 결부시켜 하나의 추리를 진행시키는 경우가 있다. 이를 '복합 3단논법'이라고 한다. 특히 이러한 기술은 기호논리학으로 다루어질 수 있다. 또한 딜레마 형식으로 유명한 양도논법도 삼단논법의  변형된 정형화된 형식을 취한다.

## 정언적 삼단논법의 격과 식
명제의 질과 양에 따라 형식 A(전칭긍정),E(전칭부정),I(특칭긍정),O (특칭부정)로 분류되는 명제의 세 순서를 나열하는 것을 식(또는 논식, 라틴어 modus, 영어 mood 또는 mode)이라고 하며, 중명사의 위치에 따른 4종류를 격(figure of syllogism) 또는 '삼단논법의 격'이라고 한다.
삼단논법의 격식은 '식식식-격'으로 표기한다. 따라서 AAA-1은  전칭긍정의 대명제와 전칭긍정의 소명제 그리고 전칭긍정의 결론을 갖는 제1격의 삼단논법 형식이 된다. 이처럼 삼단논법의 격식을 따져보는 것만으로도 256개의 삼단논법 형식의 오류를 검증할 수 있다. 이렇게 오류가 제거된 검증된 삼단논법의 타당한 형식(types)은 24개뿐이며 벤다이어그램으로 표현할 수 있다. 그러나 이렇게 확인된 24개의 삼단논법일지라도 여전히 격과 식의 규칙에 의해 그 틀이 제약받고 얽매여 있다는 점은 타당한 결론을 위해서는 명제의 배열순서가 중요하다는 정보뿐만 아니라 중명사의 배열순서 역시 중요하다는 정보를 제공해 준다는 점에서 논리학이 절차를 주요하게 다루려고 관심을 갖는 규칙성을 확인할 수 있다. 따라서 예를 들면 식이 AA{\displaystyle \Box }의 배열순서에서 격이 타당하게 유지되는 중명사의 배열순서는 오직 제1격만이 성립한다는 교차정보를 제공해 주는 것과 같은 맥락의 의미이기도 하다. 이는 대전제가 전칭이면서 소전제가 긍정이라면 결론이 항상 타당하기 위해서는 제1격 쪼는 제3격이어야 한다는 것을 의미한다.
| 4격/11식 | AAA     | AAI     | AEE       | AEO       | AII    | AOO    | IAI     | EAE      | EAO      | EIO      | OAO     |
| -------- | ------- | ------- | --------- | --------- | ------ | ------ | ------- | -------- | -------- | -------- | ------- |
| 제1격    | Barbara | Barbari |           |           | Darii  |        |         | Celarent | Celaront | Ferio    |         |
| 제2격    |         |         | Camestres | Camestros |        | Baroco |         | Cesare   | Cesaro   | Festino  |         |
| 제3격    |         | Darapti |           |           | Datisi |        | Disamis |          | Felapton | Ferison  | Bocardo |
| 제4격    |         | Bamalip | Calemes   | Calemos   |        |        | Dimatis |          | Fesapo   | Fresison |         |

격(Figure)의 철자
| 제1격    | 제2격     | 제3격    | 제4격    |
| -------- | --------- | -------- | -------- |
| Barbara  | Camestres | Darapti  | Bamalip  |
| Barbari  | Camestros | Datisi   | Calemes  |
| Darii    | Baroco    | Disamis  | Calemos  |
| Celarent | Cesare    | Felapton | Dimatis  |
| Celaront | Cesaro    | Ferison  | Fesapo   |
| Ferio    | Festino   | Bocardo  | Fresison |

## 형식적 구조
| 명제(3개)               | 명사(3개)       | 삼단논법 |
| ----------------------- | --------------- | -------- |
| 사람은 죽는다.          | 대명사와 중명사 | 대전제   |
| 임금은 사람이다.        | 소명사와 중명사 | 소전제   |
| 그러므로 임금은 죽는다. | 소명사와 대명사 | 결론     |

위 표에서처럼  정언적 삼단논법은 3개의 명제와 총3개의 명사를 갖도록 구성되어야한다.  따라서 4개이상의 명사를 사용하게 되면 삼단논법은 오류에 빠지게 된다. 이경우를 '4명사 오류'라 하며  또한 3개의 명사인것처럼 보이나 중명사가 동음이의인 경우의 '4명사 오류'는 특히 '중명사 양의의 오류'라고 한다.

## 정언적 삼단논법의 제7규칙

### 명사관련 오류
1. 중명사는 중요한 매개역할을 하며 이때 중명사는 한번은 주연하여야만 한다. 이러한 맥락에서 중명사는 한번은 명제안에서 주연하여야 하는데 이렇지 못한 경우의 오류는 '중명사 부주연의 오류'라고 한다.
2. 또한 대명제는 대개념과 중개념(중명사)이 결합하고  소명제는 소개념과 중개념이 결합한 경우이며 여기서 부주연한 대개념(대명사)이나 소개념(소명사)의 경우에는 결론에서 주연할 수 없는데 이를 어길 경우에 '대개념 부당주연의 오류'나 '소개념 부당주연의 오류'와 같은 부당주연의 오류(부당주연의 허위)가 발생한다.

### 명제의 양과질의 오류
3. 또한 대전제와 소전제는 동시에 부정되어서는 외연 문제가 발생하므로 삼단논법의 형식이 성립되지 않는데 이러한 오류를 '양부정 전제의 오류'라 한다.
4~7. 전제 중 어느 하나가 부정이면 결론은 부정이어야 한다. 이를 어기면 '부당 긍정오류'이다. 한편 전제가 모두  긍정이면 결론은 긍정이어야 한다. 이를 어기면 '부당 부정오류'에 해당한다. 전제 중 어느 하나가 특칭이면 결론도 특칭이어야 한다. 이를 어기면 '부당 전칭오류'이다. 한편 2개의 전제 모두가 특칭이면 결론은 얻을 수 없다. 이를 어기면 '양전제 특칭오류'가 된다.

## 가언명제와 선언명제의 삼단논법
정언적(定言的), 가언적(假言的), 선언적(選言的), 부정적, 연언적인 여러 판단의 구성에 의해서 3단논법에는 다음과 같은 논리학에서 사용하는 4종류의 타당한 추론 형식을 확인해 볼 수 있다.
| 형식 | 구조                                                     |
| ---- | -------------------------------------------------------- |
| F1   | 전가언 3단논법 (3명제 모두가 가언 명제)                  |
| F2   | 혼합가언 전건긍정 3단논법(대전제 가언 ·소전제 정언 명제) |
| F3   | 혼합가언 후건부정 3단논법(대전제 가언·소전제 정언)       |
| F4   | 혼합선언 부정3단논법(대전제 선언 명제·소전제 정언)       |

## 예
독일의 라이프니츠가 제창한 변신론(辯神論)은 세상에 존재하는 악(惡)에 대한 책임을 신이 져야 한다는 주장에 대하여, 악의 존재가 이 세상의 창조주인 신의 의지에 반(反)하는 것이 아니라고 신을 변호하는 이론이다. 이는 삼단논법 및 삼도논법 형식을 잘 활용한 것으로 알려져있다.

## 기호논리학
삼단논법은 F1~F4의 추론형식에서처럼 간접추론의 주요한 논리적 프레임(frame)을 가지며 이는 F5의 드 모르간의 정리(De Morgan의定理)나 연언 명제(F6)같은 직접추론들과 함께 기호논리학(Symbolic Logic)의 전반적인 체계를 보여준다. 또한 이러한 맥락에서 삼단논법은 복합삼단논법에서처럼 삼단논법으로 분해와 조립이 가능한 정교한 기술(Symbolic)을 구현할 수 있다.

## 같이 보기
- 직접추론
- 연역추론
- 귀납법
- 툴민 논증모형